# アカデミー・オブ・ミュージック

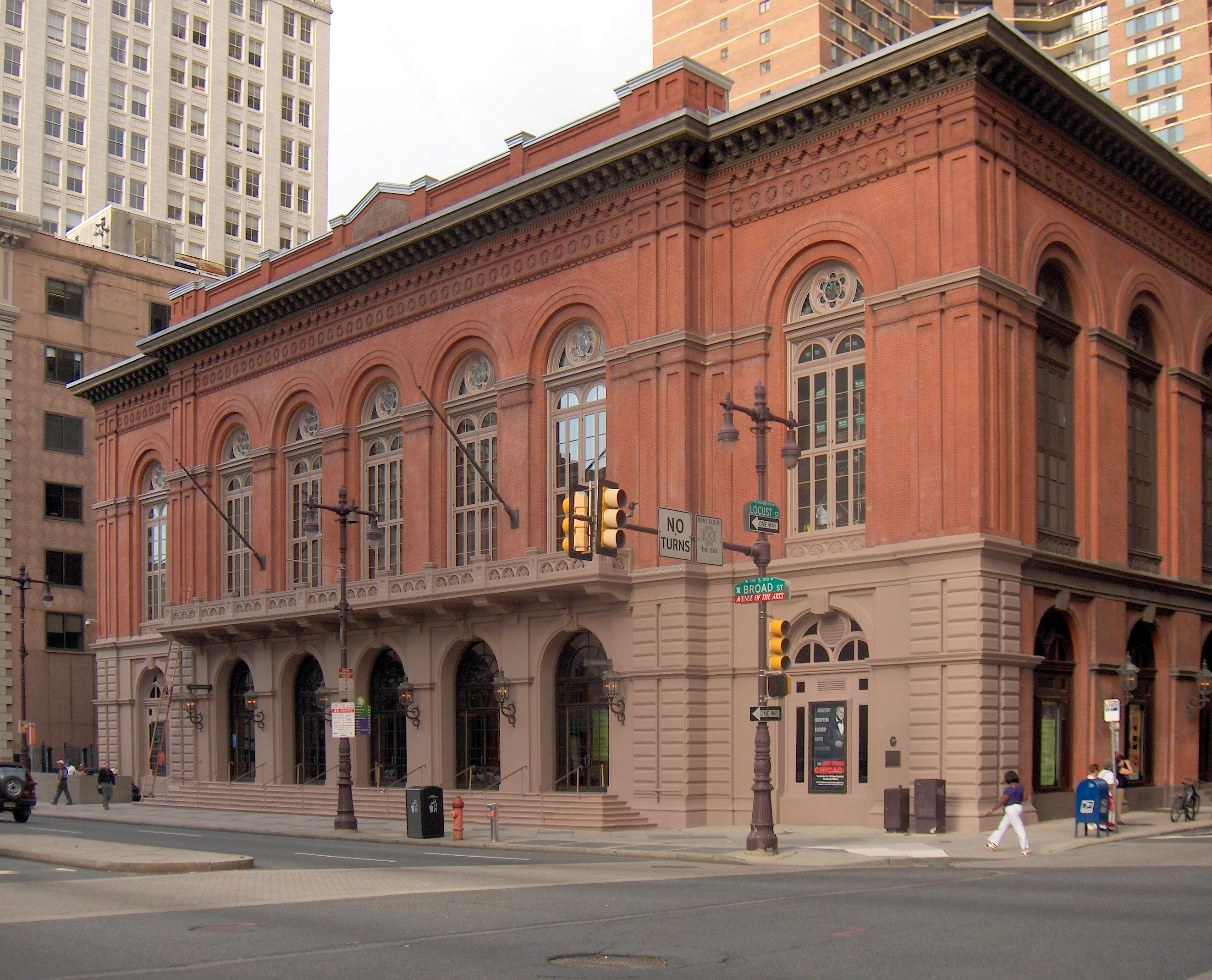
アカデミー・オブ・ミュージック（フィラデルフィア）

アカデミー・オブ・ミュージック（Academy of Music）は、アメリカ合衆国 ペンシルベニア州 フィラデルフィアにある歌劇場（オペラハウス）。19世紀以来、フィラデルフィア市の舞台芸術施設が集中している「芸術大通り」の中心的役割を果たしてきており、フィラデルフィア市民からは "Grand Old Lady" （気高い古風な貴婦人）として呼ばれ親しまれてきた。

## 概要
アメリカ合衆国国定歴史建造物。1855年に建設が始まり1857年にこけら落としが行われた、米国最古のオペラハウス。フィラデルフィア・オペラ座、フィラデルフィア・バレエ団 の本拠地。1900年から2000年の100年間、フィラデルフィア管弦楽団の本拠地としても稼働。現在でも毎年、当楽団は古巣の当オペラハウスに戻り、チャリティーコンサートを開催。このため、当オペラハウスはオペラの上演に限らず、交響曲や協奏曲の演奏に関しても米国の音楽史に輝かしい歴史を残している。たとえば、当オペラハウスで行われた米国初演のオペラは、ヴェルディ『イル・トロヴァトーレ』、リヒャルト・シュトラウス『ナクソス島のアリアドネ』、グノー『ファウスト』など多数に及ぶ。オペラ以外では、ラフマニノフの自作自演による『ピアノ協奏曲第2番』（ストコフスキー指揮）、マーラー『交響曲第8番』などの初演が特に有名である。

## 設計
フィラデルフィア在住の世界的に著名な建築家ナポレオン・ルブランとグスタヴス・ルンが手がけた。外装は赤煉瓦で控えめであるが、内装（写真）はハリウッド映画の撮影に利用されたほど豪華である。特に、直径5メートル弱、円周15メートル超、重量2.5トンのクリスタル製のシャンデリア（写真）は圧巻である。 シャンデリアのライトには、240個のガス焜炉式蝋燭が使用され、電球式に切り替わったのは1900年以降である。